# Hudson Taylor (luchador)
Hudson Taylor IV es un entrenador de lucha en la universidad de Columbia y un prominente aliado heterosexual de los derechos LGBT.

## Vida
Taylor desciende de una larga línea de misioneros cristianos, entre ellos, James Hudson Taylor, uno de los primeros protestantes que quiso evangelizar en China. El cristianismo de la familia de Taylor le infundió un «fuerte sentido de inclusión frente a la exclusión».
Taylor ha ganado en tres ocasiones el título de «All-American» de la National Collegiate Athletic Association antes de graduarse y convertirse en entrenador en el Universidad de Columbia. También ha conseguido la mayor cantidad de «pins» y de victorias en la historia de la lucha universitaria en Maryland.
Taylor está comprometido con su novia Lia Mandaglio, con la que tiene previsto casarse en septiembre de 2011.

## Activista LGBT
Habiendo sido un atleta toda su vida, Taylor conoció el humor denigrante que domina en los deportes en la escuela secundaria y la universidad, pero se hizo amigo de personas homosexuales mientras estudiaba Performance Interactiva en la Universidad de Maryland. Cuando comenzó a llevar una pegatina de la Human Rights Campaign en su protector de la cabeza defendiendo al igualdad, sufrió el rechazo de sus compañeros, pero consiguió la atención de los medios de comunicación. Cuando escribió en un blog sobre su experiencia con la homofobia en los deportes universitarios, recibió cientos de correos electrónicos de atletas en el armario. Esta experiencia le llevó a fundar su propia organización, AthleteAlly.org, con el propósito de «educar y animar a atletas heterosexuales a combatir la homofobia y la transfobia en el deporte.» En opinión de Taylor, «Para mí y mi generación, los derechos LGBT son un problema acuciante. [...] Creo que sea cual sea la historia de la que formó parte, soy responsable de ella. Si siento que algo es injusto o desigual, siento una responsabilidad de hacer algo para remediarlo.»